# Руска шансона
Руска шансона (рус. русский шансон; од француског „шансона“) је неологизам за музички жанр који обухвата низ руских песама, укључујући градске романсе, ауторску песму коју изводе кантаутори и blatnaya pesnya или „злочиначке песме“ засноване на темама урбана подкласа и криминално подземље.

## Историја
Руска шансона је настала у Руском царству. Песме које певају кметови и политички затвореници цара по садржају су веома сличне песмама које су се у модерно доба певале у Совјетском Савезу и Руској Федерацији. Међутим, током Совјетског Савеза, стил се променио, а песме су постале део културе самиздата и дисидентства.
Током Хрушчовљевог одмрзавања, Совјетски Савез је ослободио милионе затвореника из гулага. Када су се бивши затвореници 1950-их вратили из гулага својим кућама, песме које су певали у логорима постале су популарне међу совјетским студентима и неконформистичком интелигенцијом. Затим, у другој половини 1960-их, конзервативнији Леонид Брежњев и Алексеј Косигин направили су благи преокрет у овом процесу, иако никада нису достигли строге контроле из периодаСтаљинове ере. Ово, у комбинацији са приливом јефтиних и преносивих магнетофонских трака, довело је до повећања популарности и потрошње криминалних песама. Ове песме су изводили совјетски бардови; народни певачи који су певали уз једноставну пратњу гитаре. Пошто совјетски културни званичници нису одобравали песме, многи бардови су у почетку постали популарни свирајући на малим, приватним студентским забавама. Присутни на овим скуповима би снимали концерт магнетофоном. Песме бардова шириле су се дељењем и преписивањем ових трака.
Након рапада Совјетског Савеза и успостављања Руске Федерације, музички стил песама је почео да се мења, иако садржај није. Модерни уметници који су повезани са жанром шансоне често певају не у традиционалном стилу који су користили чак и извођачи из Хрушчовљеве ере, већ професионалније, позајмљујући музичке аранжмане из попа, рока и џеза. Иако је строга контрола културног стваралаштва Совјетског Савеза окончана, многи руски званичници још увек јавно осуђују жанр. Руски генерални тужилац Владимир Устинов назвао је песме пропагандом криминалне субкултуре. Међутим, постоји радио станица под називом Радио Шансон која емитује шансоне даноноћно. Радио Шансона је такође оснивач церемоније доделе награда Шансона године која се одржава сваке године у главном руском концертном простору, Државној Кремљској палати, и награђује уметнике који наступају у том жанру. Многи политичари су љубитељи овог жанра, а један од популарних модерних певача шансоне, Александар Розенбаум, био је члан Думе испред Јединствене Русије. Розенбаум је такође указом Владимира Путина добио звање народног уметника Русије.

## Реакције

### Совјетски званичници
Многи совјетски бардови су такође радили као писци и глумци за совјетску државу. Ови уметници су морали да предају своја дела владиним цензорима на одобрење. Када су бардови изводили нецензурисане комаде које би фанови потом дистрибуирали, ризиковали су своје послове. У децембру 1971. популарни совјетски бард, Александар Галич, избачен је из Савеза совјетских писаца због објављивања нецензурисаних дела у иностранству и објављивања својих ставовап пред великим групама људи у Совјетском Савезу, што се, како Галич тврди, догодило након што је члан Политбироа чуо касету. Галичевих нецензурисаних песама на венчању његове ћерке. Галич описује званичну реакцију након његовог избацивања из Савеза совјетских писаца у отвореном писму Међународном комитету за људска права које је написао након што му је одбијена дозвола да путује у иностранство: „Ускраћен сам... права да видим да је мој рад објављен, права на потписивање уговора са позориштем, филмским студијом или издавачком кућом, права јавног наступа.” Други бардови који нису били званични совјетски уметници и даље су ризиковали свој посао изводећи нецензурисане песме. Године 1968. Јули Ким, наставница руског језика и књижевности у интернату при Московском државном универзитету, отпуштена је због извођења нецензурисаних песама које критикују Совјетски Савез. Иако је званични став Совјетског Савеза према овим песмама био нетолерантан, многи совјетски званичници су приватно уживали у нецензурисаним тракама. Булат Окуџава, бард кога често критикују совјетски званичници, позван је да одржи концерт у совјетској амбасади у Варшави.
Поред активне репресије од стране државе, совјетски бардови су се суочили и са критикама совјетских званичника на основу књижевних заслуга њихових песама. Чак су и песме које нису биле отворено критичне према Совјетском Савезу, попут песама Владимира Висоцког, биле на удару због свог садржаја и начина на који су изведене. Прекршај није био антисовјетски садржај, попут песама Галича, већ садржај који се сматрао „несовјетским“ и допринео је омаловажавању совјетског народа. Током састанка 140 писаца, уметника и филмских радника 1962. године, Леонид Иљичев, председник Идеолошке комисије Централног комитета совјетске комунистичке партије, критиковао је песме Окуџаве. Иљичев их је назвао „вулгарним песмама... дизајнираним да се допадну ниским и јефтиним укусима“ и рекао да су „није у складу са целокупном структуром [совјетског] живота“. Уметници у совјетској служби такође су критиковали бардове који су певали неодобрене песме. Лист Совјетска Русија напао је Висоцког да нуди „филистејство, вулгарност и неморал“ под „маском уметности“. Иако је Висоцки често био критикован од стране званичника, никада се није суочио са затвором или изгнанством као други бардови. Ово је делимично било због његове употребе сарказма за разлику од критике, његовог недостатка политичке активности, али углавном због његове огромне популарности међу совјетским народом.
Постепено, совјетске власти су ублажиле своје реакције на бардове који су певали одметничке песме. Године 1981, након смрти Висотског, држава је дозволила објављивање збирке његове поезије (иако су званични државни песници и даље нападали песме Висотског). Током Горбачовљеве владавине, Горбачовљева политика гласности учинила је одметничке песме званично прихватљивим. Песме које је раније требало незванично да се дистрибуирају путем лично копираних трака сада се могу купити у продавницама. Године 1987. Висоцки је постхумно награђен државном књижевном наградом. Песме које су биле директније критичне према Совјетском Савезу, међутим, власти су углавном игнорисале.

### Совјетска јавност
Јавност одметничких песама у Совјетском Савезу била је подстакнута контрастом између одметничких песама и музике коју је одобрила држава. Одметничке песме нису имале исте грађанске поруке као њихове званичне колеге, већ су биле много личније. Дотакли су се тема које су табу у совјетском друштву, попут антисемитизма, растуће класне поделе и злоупотребе моћи политичке елите. Личнија природа музике и по садржају и по стилу, дала јој је осећај аутентичности, нешто што је довело до масовне привлачности песама. Песме су често биле веома грубе, а један аспект тога је држава жестоко критиковала, а неки совјетски грађани ван владе су га пратили.
У погледу текста, шансоне су обично вођене нарацијом и сличније су баладама него поп песмама. У ствари, ово је један од разлога да се жанр назове по француској шансони (друго је музичка сличност).
Теме шансоне се веома разликују у зависности од времена у коме су песме написане и места на којима су смештене. На пример, песме смештене у Одесу из 1910-их имају тенденцију да буду ведрије и у оштром су контрасту са мрачним, депресивним и насилним песмама смештеним у стаљинистичко доба. Занимљиво је да је уобичајено да уметник шансоне, без обзира на време у ком пише своје песме, на свој репертоар уврсти песме свих периода, а пише песме смештене у раније епохе.
Теме које се понављају у песмама шансоне укључују:
- Војне и патриотске теме. Постоји поджанр шансоне познат као војна шансона.
- Бела гарда (антикомунистичка страна руског грађанског рата)
- Погубљење издајника криминалне банде (прва таква песма је вероватно „Мурка“). То је обично у контексту руског закона о криминалу, који веома оштро кажњава издају.
- Бити послат у радни логор или пуштен из њега.
- Љубав у контексту криминалног живота, сукоб је обично или издаја или раздвајање због затвора.
- Глорификација архетипа 'веселог лопова'. Ове песме се често дешавају у граду Одеси, где је јеврејска мафија окарактерисана као посебно весела и живописна. Одески куплети често приказују богат и славан живот пре Стаљиновог режима, када је Одеса била међу јединим градовима у младом Совјетском Савезу који је имао слободну трговину. Ове песме су често нарације о свадбама и забавама, понекад засноване на стварним догађајима.
- Политичка сатира различитих облика.
- Апелујте на емоције према рођацима или вољеним особама, често водећи незаконите или морално контроверзне животе.

Музички стил старијих руских криминалних песама, слично као и песме руског барда, је под јаким утицајем класичног руског романса из 19. века, тачније поджанра познатог као Град или Урбана романса. Романсне песме су скоро увек подељене на римоване двостихове у четири реда, ретко имају рефрен и прате прилично конзистентну прогресију акорда (Ам, Дм и Е, понекад са додатим Ц и Г).